# Kotranslační translokace

Na této animaci je znázorněn proces výroby proteinů na membráně drsného ER. Je patrné, že protein (černý přirůstající řetězec) je v prvních chvílích vyráběn volně do cytosolu, následně dojde k asociaci s membránou ER a protein je následně plynule soukán do dutiny ER

Kotranslační translokace je proces přesunu komplexu překládajícího mRNA z volné cytoplasmy na membránu drsného endoplasmatického retikula (ER) a následného směřování syntetizovaného polypeptidu skrze membránu endoplasmatického retikula (viz obrázek). Tímto procesem prochází prakticky všechny proteiny, které jsou sekretovány do mezibuněčného prostoru klasickou cestou sekrece, jsou ukotveny na cytoplasmatické membráně, případně jsou určeny pro vnější stranu cytoplasmatické membrány nebo obsah endoplasmatického retikula, Golgiho komplexu, endozomu, lysozomu a dalších složek endomembránového systému

## Mechanismus
Translace proteinů určených k sekreci začíná v cytosolu na volných proteinech, dokud se nenasyntetizuje N-koncová signální sekvence. Syntéza probíhá dokud není signální sekvence rozeznána signál rozeznávající částicí (SRP), která se naváže na signální sekvenci a pozastaví syntézu proteinů v elongační fázi, dokud nedojde k připojení na membránu endoplazmatického retikula (nebo na cytoplazmatickou membránu v případě bakterií). Endoplazmatické retikulum je rozeznáno vazbou mezi SRP a SRP receptorem, který je připojený na translokon (specifický membránový kanál) Sec61, který je homologní s bakteriálním translokonem SecY, který navádí SRP na bakteriální membránu. Pokud se v sekvenci rostoucího polypeptidu objeví kotvící sekvence, dojde k přerušení translokace, a protein je ukotvený do membrány a vzniká transmembránový protein, jinak projde celý dovnitř lumen endoplasmatického retikula.

### Signální peptid
Signální peptid (nebo také signální či vedoucí sekvence nebo peptid) zodpovědný za kotranslační translokaci nově tvořeného proteinu je malý peptid s délkou kolem 5-30 aminokyselinových zbytků, který je umístěn na N-konci proteinů. Jádro signálního peptidu tvoří dlouhý úsek hydrofóbních aminokyselin, které mají tendenci vytvářet alfa-helix. Kromě toho má řada signálních peptidů krátký úsek pozitivně nabitých aminokyselin, které pomáhají určit správnou topologii vkládaného proteinu: translokon zajišťuje, aby byl vložen signální peptid tak, že pozitivně nabité aminokyseliny směřují dovnitř buňky. Na konci signálního peptidu je v typickém případě sekvence rozeznávaná a štěpena signální proteázou.

### Signál rozeznávající částice

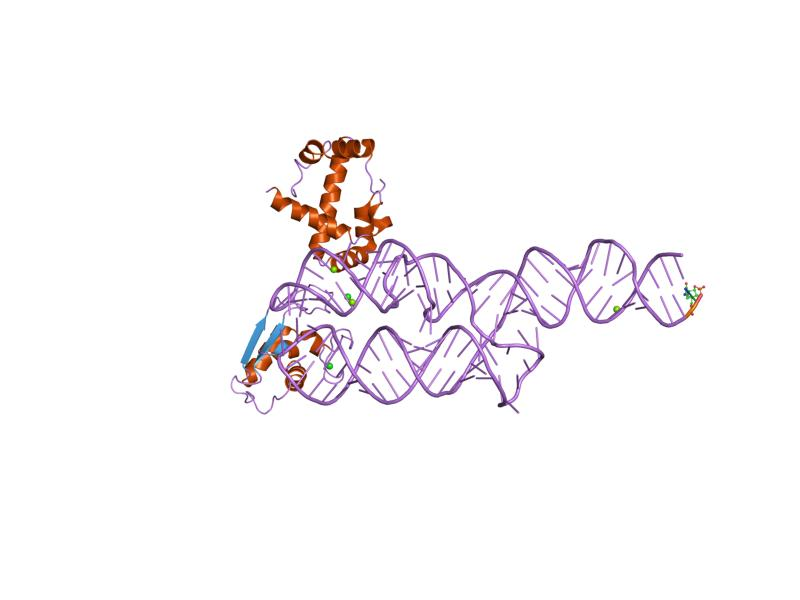
Lidská SRP – RNA a bílkoviny

Signál rozpoznávající částice (SRP, signal recognition particle) rozeznávající signální peptid je velký komplex složený z RNA a bílkovin, jedná se tedy o ribonukleoprotein. Jeho velikost je 325 kilodaltonů a zahrnuje 7SL RNA o délce 300 nukleotidů a šest různých polypeptidů.